# Guatteria trichocarpa
Guatteria trichocarpa este o specie de plante angiosperme din genul Guatteria, familia Annonaceae, descrisă de Erkens și Paulus Johannes Maria Maas. Conform Catalogue of Life specia Guatteria trichocarpa nu are subspecii cunoscute.